# 池塘

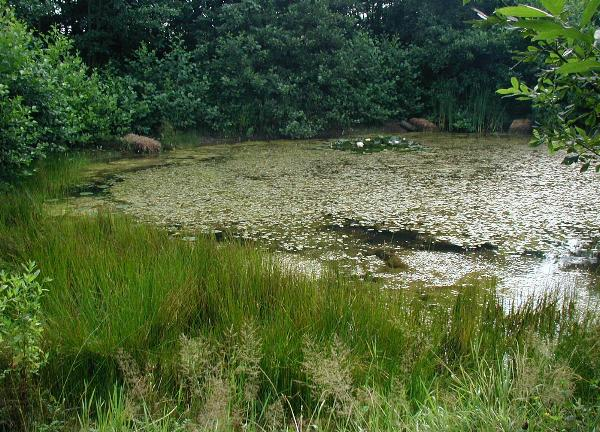
一個池塘

池塘又称池溏、水塘或水溏，也有地方方言称为地塘、埤塘、陂塘，指由洼地积水形成、比湖泊小的淡水水體。界定池塘和湖泊的方法頗有爭議性，一般而言，池塘是面积较小、水深较浅的水体，不需使用船隻而多採竹筏渡過；另一個定義則是可以讓人在不被淹没头顶的情況下安全涉渡，或者水淺得能让陽光能夠直達塘底。
池塘除了径流、泉水和少数间歇性溪流以外通常沒有明显的天然入水口，主要是依靠天然的降水、地下水渗出或以人工引水方法（比如引水道、水泵、伏流和钻井导水）补充池内的水量。池塘也没有真正意义上的地表出水口，水只能以蒸发、渗入土壤、进入地陷或在满水时漫过塘畔和塘堤的形式离开池塘。因此池塘這個封閉的内流生態系統都跟湖泊有所不同，几乎没有成形的水体流动，囤积的淤泥和被冲刷进入的污染物通常很多，池水浑浊而且很多时候都是綠色或棕红色的（因為死水里会有很多藻類和水草生长）。但池塘周围也可以形成小型湿地和消落带植被，为蛙类、水生昆虫和一些半水生动物（比如水鸟和水鼠）提供栖息地。一些由河流或溪流改道而形成的池塘（比如曲流切断形成的牛轭池）如果水量够多甚至可以形成能自我维持的淡水生态系统，并可能有残余的天然淡水鱼群。
在亞洲，池塘常見於庭院之內；而在歐洲，池塘亦常見於城堡和修道院之中。池塘中通常会放养一些观赏鱼（比如锦鲤），用来提供消遣并控制水藻和蚊虫滋生。有些池塘也会被利用来养殖有经济价值的淡水食用鱼、甲壳动物（淡水虾、鳌虾、淡水蟹）和龟类，这类用作水产养殖的池塘统称鱼塘。一些鱼塘则会放养受休闲捕鱼群体喜爱的游钓鱼来提供免费或付费钓鱼的娱乐场所。
陂塘可以指因天然的水池加上人工的建設、作為灌溉用途的水利設施，也特指台灣桃園臺地上的人工灌溉池塘。桃園臺地是個切割臺地，河谷深而水位低，位於高處的農田難以灌溉。臺地表面厚覆的紅色黏土層，不適農耕，卻適儲水。從清朝開始，當地住民便從緩斜坡地挖集黏土，堆築在坡下成岸，用以阻聚山泉雨水，而形成陂塘。台灣桃園市因陂塘眾多，有「千塘市」美名。

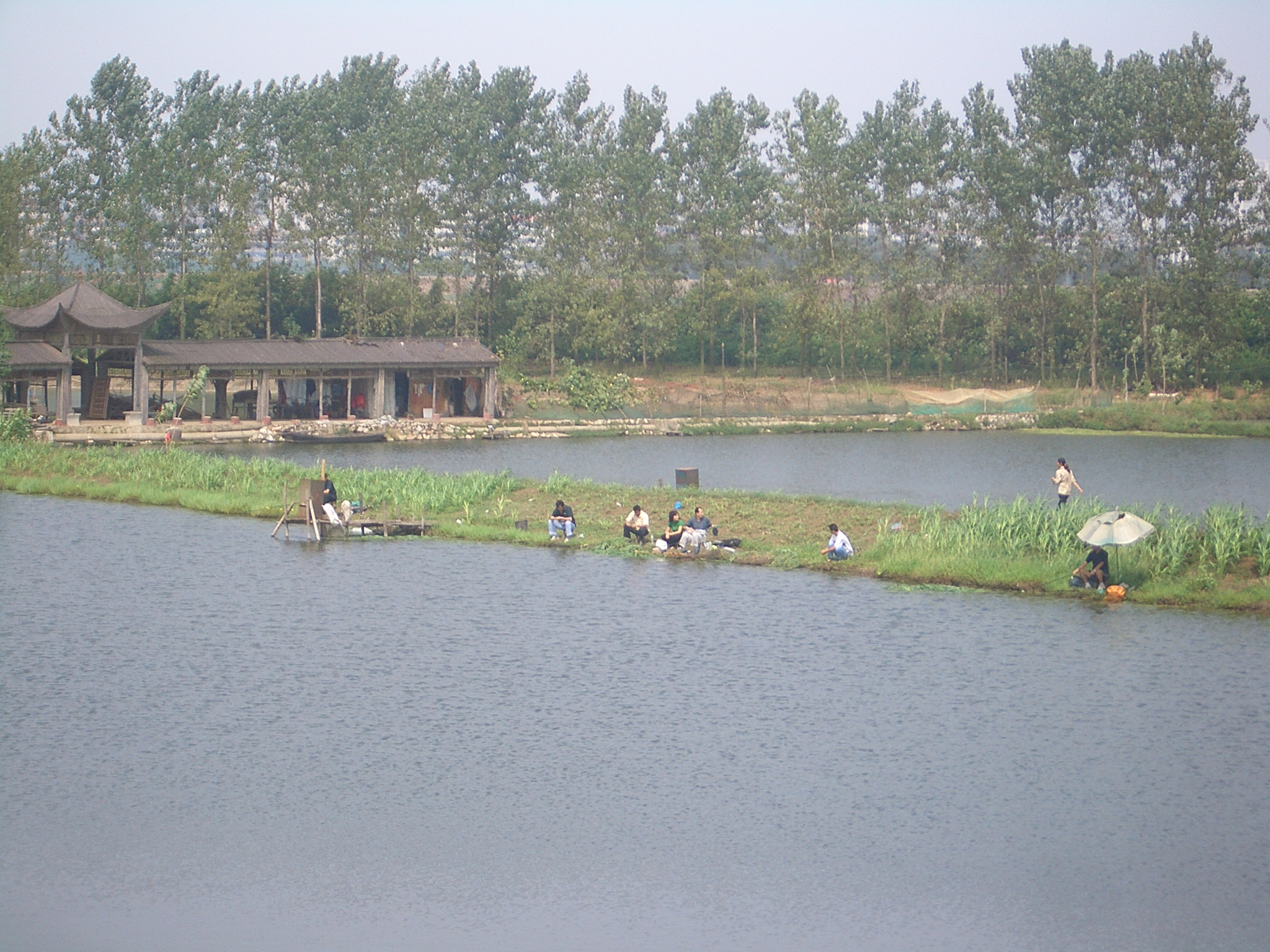
人造水塘
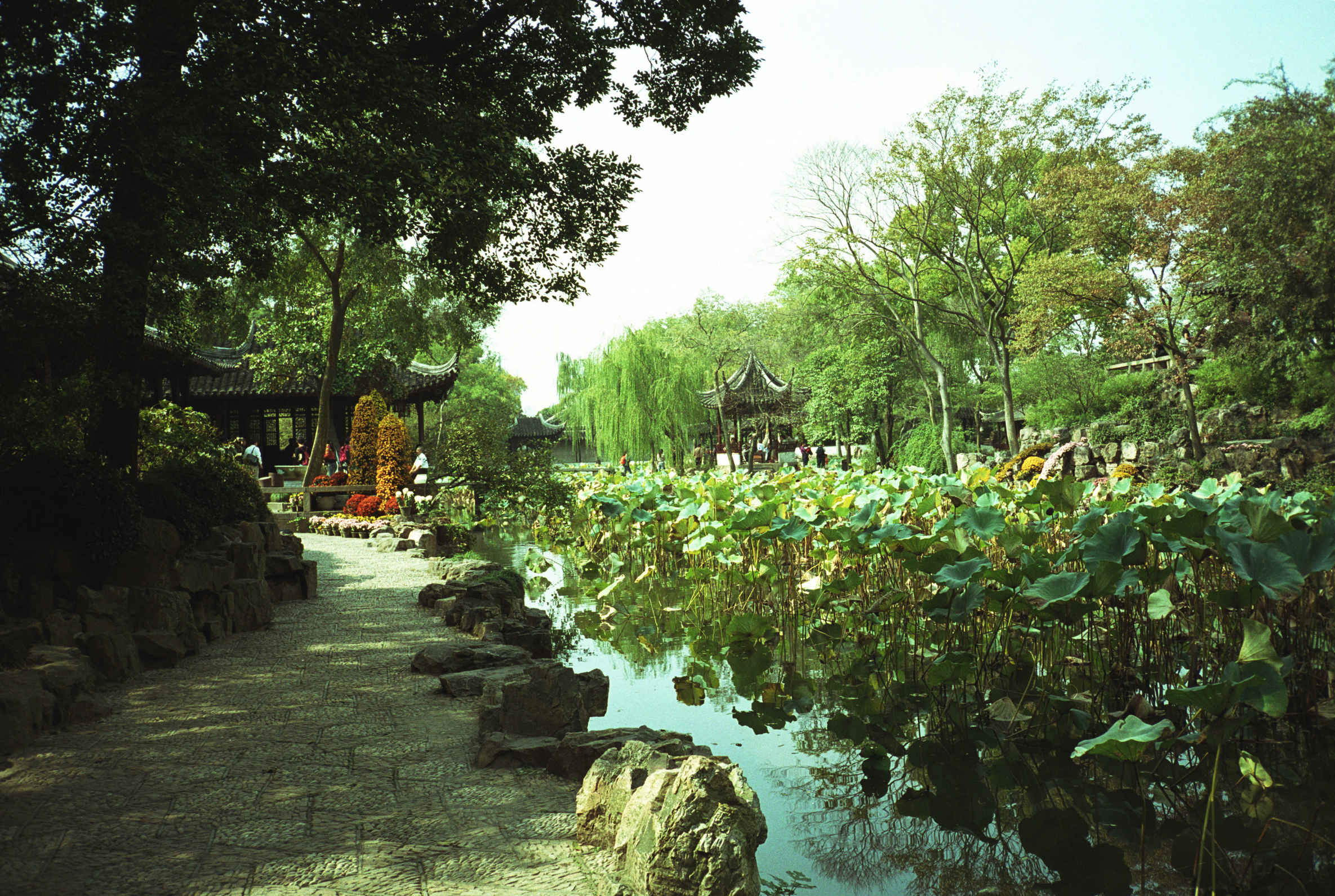
苏州园林的狮子林荷花池塘
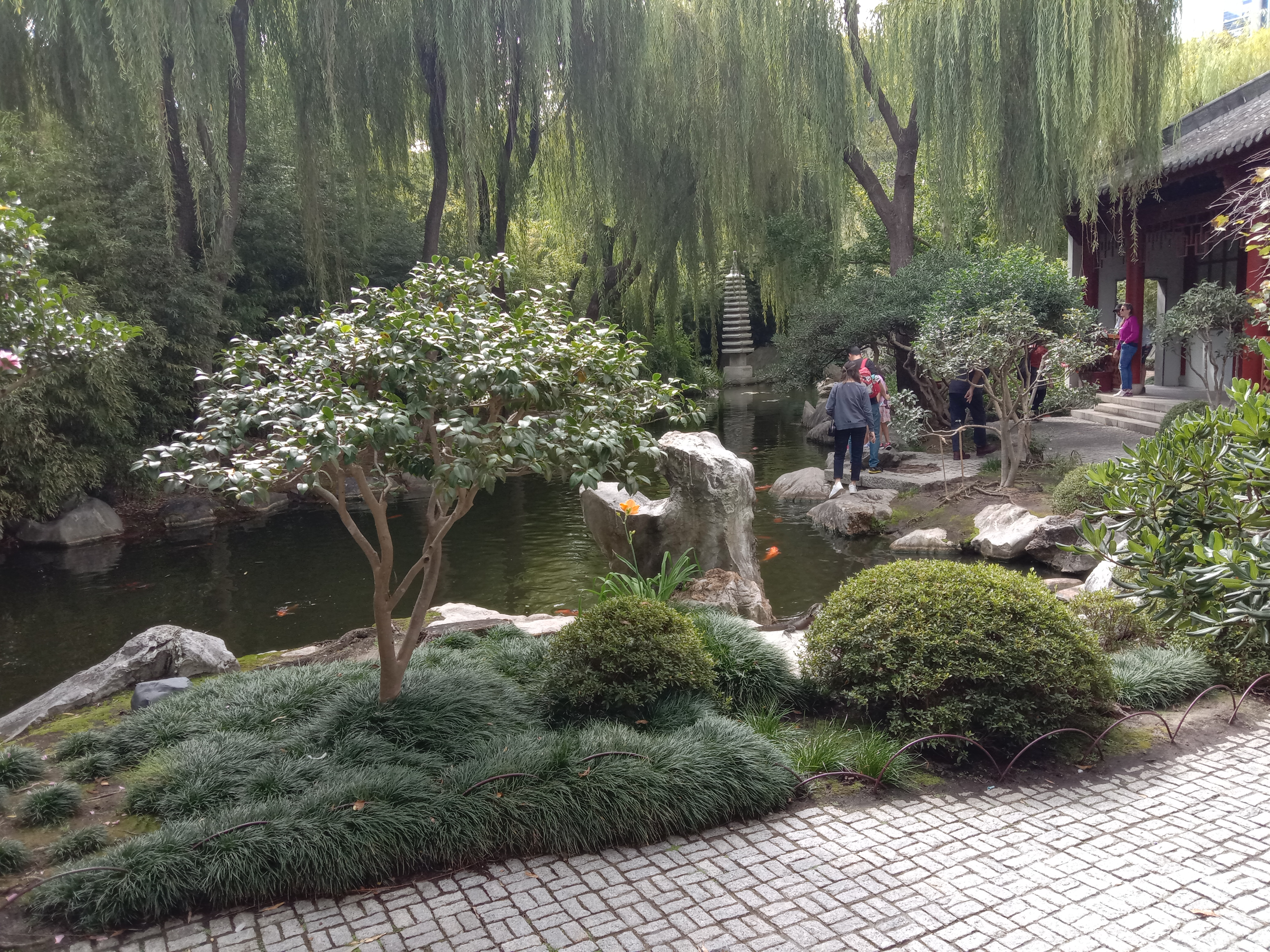
悉尼谊园的鱼塘
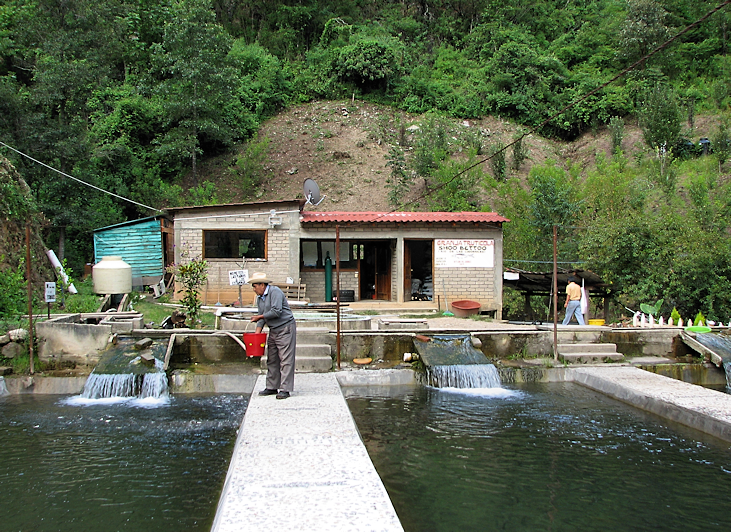
养鱼池

## 延伸阅读
[在维基数据编辑]